# 西谷正
西谷 正（にしたに ただし、1938年(昭和13年)11月11日 - ）は、日本の考古学者。九州大学名誉教授。九州歴史資料館名誉館長、海の道むなかた館長、糸島市立伊都国歴史博物館名誉館長、名誉文学博士。

## 経歴
1938年、大阪生まれ。奈良学芸大学（現・奈良教育大学）を卒業し、京都大学大学院文学研究科へ進学した。1966年に修士課程を修了した後、奈良国立文化財研究所研究員となった。
その後福岡県教育委員会に勤務。九州大学文学部助教授に転じ、1987年に教授昇格。1993年から1996年まで、佐賀県立名護屋城博物館初代館長を兼任した。2002年、九州大学を定年退官し、名誉教授となった。
2004年、伊都国歴史博物館館長に就任。
学界では、2006年より日本考古学協会会長をつとめた。世界遺産登録にあたっては、「宗像・沖ノ島」の推薦書を作成、宗像神社をはずすよう勧告するユネスコに対して文化としての関連性を説き、一括認定に貢献した。
その他委員ならびに役職
- 2004-2008年：韓国伝統文化学校(現・韓国伝統文化大学)外国人招聘教授[12]

## 研究内容・業績
専門は東アジア考古学。朝鮮半島を中心に、東アジアの古代史を比較考古学的手法で研究している。
水中考古学と鷹島海底遺跡
九州大学在籍中は科学研究費補助金研究を主催、水中考古学、シルクロードと九州との関係の考察、先史学、比較考古学の視点による東北アジアの先史文化研究を手がける。

## 受賞
- 2003年：第62回西日本文化賞受賞[17]

## 著作物
著書
- 『韓国考古通信』学生社、1981年。
- 『魏志倭人伝の考古学 邪馬台国への道』学生社、2009年。
- 『古代北東アジアの中の日本』梓書院、2010年。
- 『古代日本と朝鮮半島の交流史』同成社〈市民の日本史〉、2013年。
- 『北東アジアの中の弥生文化―私の考古学講義〈上〉』梓書院、2016年。
- 『北東アジアの中の古墳文化―私の考古学講義〈下〉』梓書院、2017年。
- 『地域の考古学—私の考古学講義』梓書院、2018年。
- 『朝鮮考古学研究』海鳥社、2023年。

編著・共編
- 『朝鮮考古学年報 1970年』東出版、1973年。
- 『考古学からみた古代日本と朝鮮』学生社、1978年。
- 『古代朝鮮と日本』名著出版、1990年。 古代史論集
- 『三角縁神獣鏡と邪馬台国』王仲殊、樋口隆康共著、梓書院、1997年。
- 『韓半島考古学論叢』すずさわ書店、2002年。 編集代表
- 『日本古代史大辞典 旧石器時代～鎌倉幕府成立頃』上田正昭監修・編集 井上満郎、愛宕元、和田萃共編、大和書房、2006年。
- 『東アジア考古学辞典』東京堂出版、2007年。
- 『研究最前線邪馬台国 いま、何が、どこまで言えるのか』石野博信、高島忠平、吉村武彦共編〈朝日選書〉、2011年。
- 『伊都国の研究』学生社、2012年。
- 『邪馬台国をめぐる国々』雄山閣〈季刊考古学・別冊〉、2012年。
- 『対馬海峡と宗像の古墳文化』安田 喜憲, 西谷 正 (編)、雄山閣〈環太平洋文明叢書〉、2016年5月。

翻訳
- 金 錫亨「『全世界史』(ソ連科学院編) 朝鮮関係叙述の重大な錯誤について」『考古学研究』第14巻第2号、考古学研究会、1967年10月、34-41頁、ISSN 0386-9148、NAID 40001202471。
- 白 錬行「『夫祖〔ワイ〕君』印について」『考古学研究』第14巻第4号、考古学研究会、1968年3月、86-90, 85、ISSN 0386-9148、NAID 40001202487。
- 李 淳鎮「『夫租〔ワイ〕君』墓について」『考古学研究』第14巻第4号、考古学研究会、1968年3月、78-85頁、ISSN 0386-9148、NAID 40001202488。
- 金 用〔カン〕「金海貝塚の墳墓について」『考古学研究』第15巻第1号、考古学研究会、1968年6月、62-78頁、ISSN 0386-9148、NAID 40001202495。
- 金元龍『韓国考古学概論』東出版、1972年。 改訂訳あり (原著新版第4刷への増訂)
- 金元龍『韓国美術史』名著出版、1976年。
- 金元龍 著、(共訳) 訳『韓国文化の源流』学生社、1981年。全国書誌番号:81020195。
- 韓炳三、孔泰瑢『古墳金属』 1巻、竹書房〈国宝 : 韓国7000年美術大系/孔泰瑢訳〉、1984年。 NCID BN01441663。
- 鄭永鎬、孔泰瑢『石造』竹書房〈国宝 : 韓国7000年美術大系 / 孔泰瑢訳〉、1985年。 NCID BN01442134。
- 李健茂『義昌茶戸里遺跡発掘進展報告 : 日本語篇』しこうしゃ図書販売 (発売)、1990年。 NCID BN05934232。
- 大韓民国文化部文化財管理局『雁鴨池 : 発掘調査報告書』大韓民国文化部文化財管理局, 学生社 (発売)、1993年。 NCID BN09177795。 本文編、図版編